# Spalangia longepetiolata
Spalangia longepetiolata är en stekelart som beskrevs av Boucek 1963. Spalangia longepetiolata ingår i släktet Spalangia och familjen puppglanssteklar. Inga underarter finns listade i Catalogue of Life.